# Морський парк (Пальма)

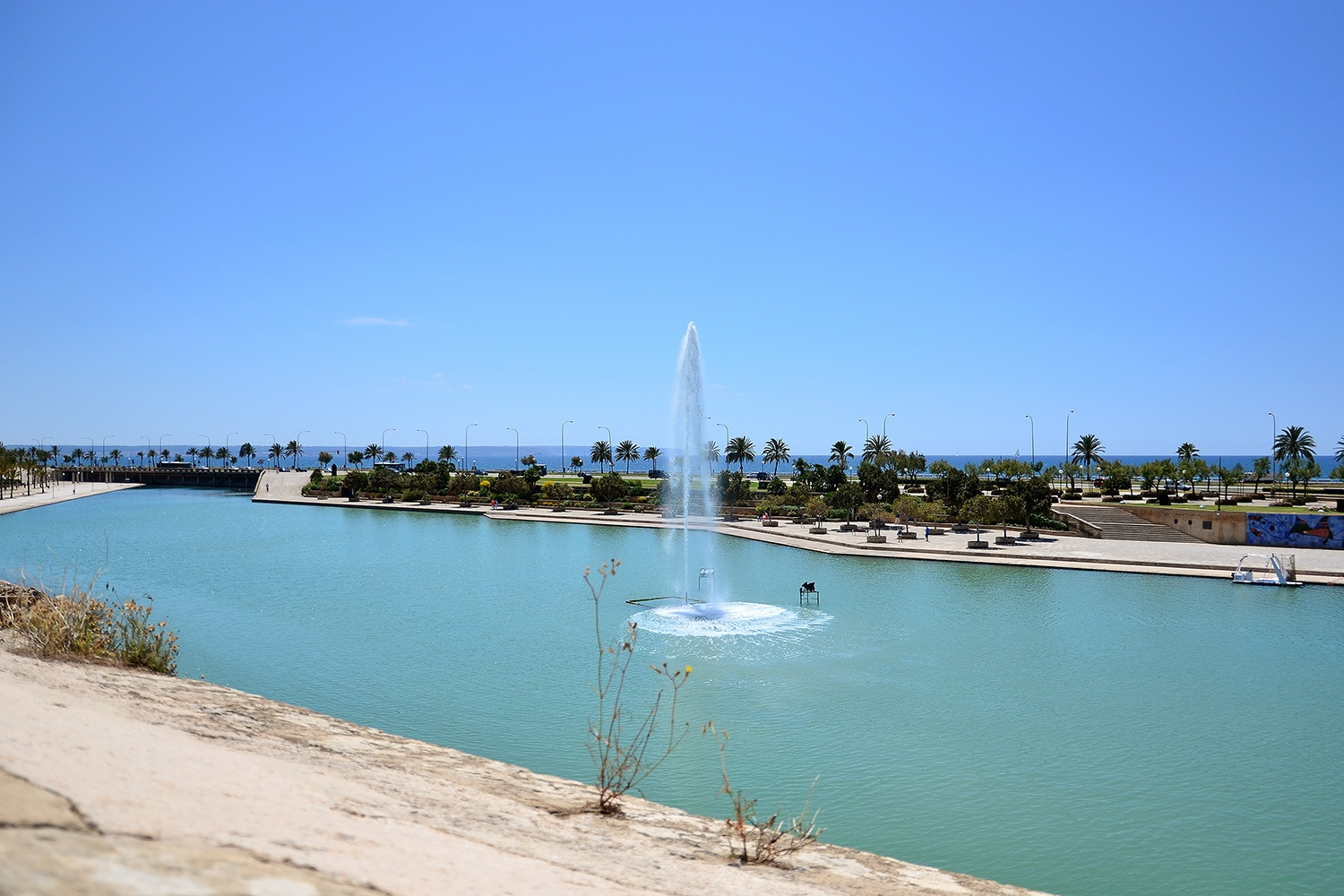
Морський парк у м. Пальма

Морський парк (кат. Parc de la Mar, ісп. Parque del mar) — один із найголовніших міських парків у м. Пальма на Балеарських островах (Іспанія). Площа парку складає 9 га. Розташований неподалік від кафедрального собору і пролягає вздовж міських стін та автоляху Ma-19.
Створений у 1970-х роках після будівництва нового автошляху та набережної Пасео-Марітімо. Раніше тут була велика ділянка між дорогою і берегом моря, а вода підходила до самої міської стіни. На згадку про те, як вода підходила до міських стін, було створено велике солоне озеро з фонтаном, а вздовж алей висаджені пальмові дерева.
На території парку розташовані кафе, настінне панно роботи іспанського художника Жуана Міро (1893–1983), а також художня галерея у міських стінах. Парк є популярним місцем відпочинку та проведення низки заходів, концертів та фестивалів.